# BMW 2004
Der BMW 2004 und der schwächer motorisierte BMW 1804 sind Pkw der oberen Mittelklasse, die in den Jahren 1973/1974 von BMW South Africa als Nachfolger der Modelle 2000 SA und 1800 SA gebaut wurden.
Der BMW 2004 hatte den Antrieb des in Deutschland bis 1972 hergestellten BMW 2000. Das war ein Vierzylinder-Reihenmotor mit 1990 cm³ Hubraum (Bohrung × Hub = 89 mm × 80 mm) und 74 kW (100 PS) Leistung bei 5800 min−1 in Verbindung mit einem 4-Gang-Schaltgetriebe mit Mittelschaltung (Typ 2004) oder einer 3-stufigen Getriebeautomatik (Typ 2004 A).
Der BMW 1804 hatte einen Vierzylinder-Reihenmotor mit 1767 cm³ Hubraum und 66 kW (90 PS) Leistung bei 5800 min−1.
Die Karosserie des ausschließlich als 4-türige Limousine gebauten Wagens basierte auf der des Glas 1700. Die Front war mit dem Kühlergrill und den Blinkleuchten des BMW 2800 CS und den Doppelscheinwerfern des BMW 520 versehen. Ebenfalls vom BMW 520 stammten die Rückleuchten.
In zwei Jahren entstanden 1404 Exemplare, davon 588 mit Automatikgetriebe.

## Quelle
Fahrzeugbeschreibung von BMW CLASSIC auf der Oldtimerausstellung in Fürstenfeld am 20./21. September 2008

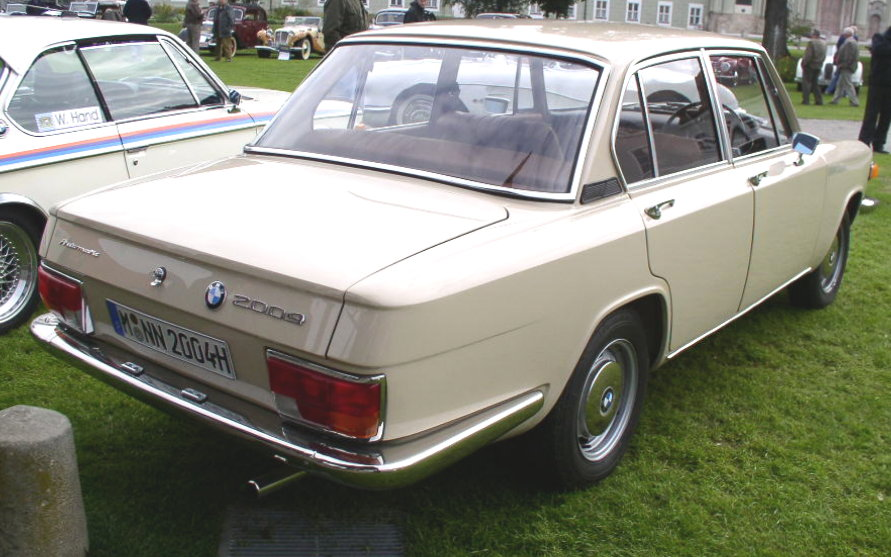
Heckansicht BMW 2004